# بورصة دار السلام
بورصة دار السلام للأوراق المالية هي بورصة للأوراق المالية تقع في شارع أوهايو، غرب كيفوكوني، جنوب شرق دار السلام ، العاصمة التجارية وأكبر مدينة في تنزانيا . تم تأسيسها في سبتمبر 1996 وبدأ التداول في أبريل 1998. وهي عضو في الرابطة الأفريقية لتبادل الأسهم . يفتح البورصة خمسة أيام في الأسبوع، من الاثنين إلى الجمعة. أيام التداول أسبوعية من الاثنين إلى الجمعة، وتبدأ من الساعة 10:00 صباحًا إلى الساعة 14:00 مساءً بتوقيت تنزانيا.
تتم مراقبة أنشطة البورصة والإشراف عليها من قبل هيئة أسواق المال والأوراق المالية في تنزانيا (CMSA). تعمل بورصة دبي للطاقة بالتعاون الوثيق مع بورصة نيروبي للأوراق المالية في كينيا وبورصة أوغندا للأوراق المالية في أوغندا . هناك خطط جارية لدمج الثلاثة لتشكيل بورصة واحدة في شرق إفريقيا .

## ملكية
اعتبارًا من ديسمبر 2017 ، كانت أسهم الشركة مملوكة لكيانات الشركات والأفراد. يتم سرد أكبر المساهمين في الجدول أدناه.
| مرتبة | اسم المالك                                | نسبة الملكية |
| ----- | ----------------------------------------- | ------------ |
| 1     | حكومة تنزانيا                             | 15.0         |
| 2     | السيد عونالي ف. رجبالي وسجاد ف. رجبالي    | 13.0         |
| 3     | بريروود كابيتال بارتنرز                   | 12.0         |
| 4     | شركة الاستثمارات الوطنية المحدودة تنزانيا | 5.0          |
| 5     | عامة الناس                                | 55.0         |
| 6     | مجموع                                     | 100.0        |

## روابط خارجية
- دار السلام للأوراق المالية
- رابطة الأوراق المالية الأفريقية